# Tetrarooseveltita
La tetrarooseveltita és un mineral de la classe dels fosfats. El seu nom fa referència a la seva simetria tetragonal i a la vegada al fet que és el dimorf de la rooseveltita.

## Característiques
La tetrarooseveltita és arsenat de bismut de fórmula química Bi(AsO₄). Cristal·litza en el sistema tetragonal. Apareix en forma de cristalls indistingibles que poden mesurar fins a 50 μm, agrupats en agregats polsosos. La seva duresa a l'escala de Mohs és 2,5.
Segons la classificació de Nickel-Strunz, la tetrarooseveltita pertany a «08.A - Fosfats, etc. sense anions addicionals, sense H₂O, només amb cations de mida gran» juntament amb els següents minerals: nahpoïta, monetita, weilita, švenekita, archerita, bifosfamita, fosfamita, buchwaldita, schultenita, chernovita-(Y), dreyerita, wakefieldita-(Ce), wakefieldita-(Y), xenotima-(Y), pretulita, xenotima-(Yb), wakefieldita-(La), wakefieldita-(Nd), pucherita, ximengita, gasparita-(Ce), monacita-(Ce), monacita-(La), monacita-(Nd), rooseveltita, cheralita, monacita-(Sm), chursinita i clinobisvanita.

## Formació i jaciments
La tetrarooseveltita és un mineral secundari rar que va ser descobert a les vetes d'un filó de fluorita-barita-quars oxidat, a la localitat de Moldava (Moldawa) (Regió d'Ústí nad Labem, Bohèmia, República Txeca). Es tracta de l'únic indret on ha estat trobada aquesta espècie mineral.
Sol trobar-se associada a altres minerals com: bayldonita, malaquita, mimetita, fluorita i quars.